# محمود سریع‌القلم
محمود سریع‌القلم (متولد ۱۳۳۸ در تهران)، پژوهشگر حوزه توسعه، علوم سیاسی و تاریخ معاصر ایران و نائب رئیس مرکز پژوهش‌های علمی و مطالعات استراتژیک خاورمیانه، عضو هیئت علمی و استاد تمام گروه علوم سیاسی دانشگاه شهید بهشتی است. وی در کلاس‌های آزاد مؤسسه پرسش نیز تدریس می‌کند. او عضو انجمن مطالعات بین‌الملل (آمریکا)، شورای دستور کار جهانی مجمع جهانی اقتصاد (سوئیس) و استاد غیرمقیم دانشگاه اقتصاد و روابط بین‌الملل (ASERI) (در ایتالیا) است.

## زندگی‌نامه
محمود سریع‌القلم پس از پایان دوره متوسطه به آمریکا رفت و در دانشگاه ایالتی نرتریج در رشته علوم سیاسی مشغول به تحصیل شد. وی مقطع کارشناسی ارشد و دکترا را در رشته روابط بین‌الملل در دانشگاه کالیفرنیای جنوبی ادامه داد و فارغ‌التحصیل شد.

## تحصیلات
- فوق دکتری روابط بین‌الملل، دانشگاه ایالتی اوهایو[۴][۵]
- دکتری، روابط بین‌الملل، دانشگاه کالیفرنیای جنوبی
- فوق‌لیسانس، روابط بین‌الملل، دانشگاه کالیفرنیای جنوبی
- لیسانس، علوم سیاسی/مدیریت، دانشگاه ایالتی نرتریج[۶]

## دیدگاه‌ها
- اولویت سیستم برخواسته‌ها، منافع و سلیقه‌های فردی، حرکت از مدیریت‌های فردی به مدیریت‌های ساختاری، حرکت ابهت فرد به مهارت‌های فرد، اجازه بروز و ظهور استعدادهای شهروندان ازجمله موارد مهم در ساختارمند شدن است. به عنوان مثال یک ایرانی کمتر می‌تواند نام یک مسئول کره جنوبی را نام ببرد زیرا کره جنوبی یک سیستم است اما در کشورهای خاورمیانه همچنان فرد است که کلیدی است و بیشتر در مورد فرد صحبت می‌شود.[۷]
- سبک زندگی ما به شدت خودمحور است. ما بیشتر به دنبال حریم فردی خود هستیم و به آن حریم بیشتر توجه داریم.[۸]
- سیاست خارجی مطلوب این است که ضرورت حرکت سیاست خارجی در ریل الزامات رشد اقتصادی باشد و از سوی دیگر سایر کشورها نباید از پیشرفت ایران هراس داشته باشند بلکه محیط بین‌المللی باید محیطی برای یادگیری، اثرگذاری و اثرپذیری و ایجاد فرصت باشد. فکر براندازی نظام ایران از سوی دولت آمریکا مدت‌هاست کنار گذاشته شده و اوباما در گفتگو با نیویورک تایمز گفت که استراتژی آمریکا اقتصادی و سیاسی است.[۷]
- افرادی که در جوامع اقتداری مانند روسیه، عراق، چین، کره شمالی، کوبا، بلاروس و ونزوئلا زندگی کرده‌اند بسیار پیچیده، مرموز، چند چهره و تقریباً غیرقابل فهم هستند.[۹]

## بازنشر آثار
آثار فلسفی محمود سریع‌القلم توسط برخی از سازمانها و مراکز در ایران بازنشر شده است:
- بازنشر اثر محمود سریع‌القلم در سایت مؤسسه فرهنگی و اطلاع‌رسانی تبیان[۱۱]
- بازنشر اثر محمود سریع‌القلم در سایت مرکز دائرةالمعارف بزرگ اسلامی[۷]

## حواشی
- گفته می‌شود مشاور رئیس‌جمهور ایران (حسن روحانی) است که به گفته سید امیرحسین قاضی‌زاده هاشمی نماینده مجلس شورای اسلامی و سخنگوی جبهه پایداری، «محمود سریع القلم مشاور حسن روحانی در مرکز تحقیقات مجمع تشخیص مصلحت نظام است نه مشاور وی در دولت، لذا عنوان مشاور رئیس‌جمهور برای محمود سریع‌القلم صحیح نمی‌باشد.» این قضیه از سوی خود وی تکذیب شد[۱۲]
- در سال ۱۳۸۶، سریع القلم پیرو اخباری دال بر شرکت او در اجلاس گروه سری بیلدربرگ مورد انتقاد جناح اصولگرا قرار گرفت.[۱۳]
- سخنان مناقشه‌برانگیز محمود سریع‌القلم به رانندگان تاکسی موجب اعتراضاتی شد. سریع القلم در زمستان ۱۳۹۲ و بعد از توافق ژنو در یک سخنرانی گفته بود:

یک راننده تاکسی که از ۵ صبح تا ۱۲ شب باید در این خیابان‌ها بدود تا هزینه ۳ بچه دانشجویش را درآورد، سر چهارراه از او می‌پرسند که نظر شما دربارهٔ برنامه هسته‌ای و مذاکرات ژنو چیست؟ او چه دانشی دارد که یک واکنش منطقی به این سؤال بدهد؟ بعد از این سخنرانی جمعی از رانندگان تاکسی شهر تهران در اعتراض به اظهارات وی، در مقابل نهاد ریاست‌جمهوری تجمع کردند. سریع‌القلم ادعا کرده که این تجمعات اعتراضی با پیگیری یکی از آقازاده‌های اصولگرا صورت گرفته است.
- پس از آنکه در زمستان ۱۳۹۲ عکس وی با کراوات در اجلاس داووس منتشر شد، انتقادهایی به این موضوع صورت گرفت. از جمله در بخش «درگوشی» برنامه گزارش هفتگی شبکه ۱ سیما با پخش عکس ادعا شد که او با پوشش غربی در اجلاس داوودس حاضر شده است. پیرو این موضوع حسام‌الدین آشنا، نماینده قوه مجریه در شورای نظارت بر صدا و سیما ضمن تکذیب این عنوان بیان کرد که تا کنون چنین حکمی برای سریع القلم صادر نشده است.[۱۵]

## بستگان
برادر وی «مسعود سریع القلم» است که در شهرداری تهران به پست‌های بی ارتباطی دست یافت و از جمله مدیر فروشگاه‌های زنجیره ای شهروند بود که در دوران وی فروش برنج پاکستانی  ( مخلوط 70 درصد و 30 درصد )  بعنوان برنج هاشمی ایرانی در فروشگاه‌های شهروند افشا شد. وی سپس به عضویت در «شرکت فروشگاه‌های زنجیره ای برنج محسن» که یکی از بزرگ‌ترین واردکنندگان برنج هندی و پاکستانی در ایران است درآمد.